# Calliopsis crypta
Calliopsis crypta är en biart som beskrevs av Shinn 1965. Calliopsis crypta ingår i släktet Calliopsis och familjen grävbin. Inga underarter finns listade.